# Les Loustics à l'hosto
Série Carry On
Le collège s'en va-t-en guerre Carry on regardless
Pour plus de détails, voir Fiche technique et Distribution.
Les Loustics à l'hosto (Carry on, Constable) est un film britannique réalisé par Gerald Thomas, sorti en 1960.
C'est le quatrième film de la série Carry On.

## Fiche technique
- Titre original : Carry on, Constable
- Titre français : Les Loustics à l'hosto
- Réalisation : Gerald Thomas
- Scénario : Norman Hudis
- Musique : Bruce Montgomery
- Photographie : Edward Scaife
- Montage : John Shirley
- Pays d'origine : Royaume-Uni
- Format : Noir et blanc - 1,66:1 - Mono
- Genre : comédie
- Durée : 86 minutes
- Dates de sortie : 
  - Royaume-Uni : 26 février 1960
  - France : 1er avril 1961
- Affiche : Jouineau Bourduge (France)

## Distribution
- Sid James : Frank Wilkins
- Eric Barker : Inspecteur Mills
- Kenneth Connor : Charlie Constable
- Charles Hawtrey : Timothy Gorse
- Kenneth Williams : Stanley Benson
- Leslie Phillips : Tom Potter
- Joan Sims : Gloria Passworthy
- Hattie Jacques : Laura Moon
- Shirley Eaton : Sally Barry
- Cyril Chamberlain : Thurston
- Joan Hickson : Mrs. May
- Terence Longdon : Herbert Hall
- Freddie Mills : le voleur
- Victor Maddern : Détective Liddell
- Esma Cannon : Vieille femme sourde
- Lucy Griffiths : Miss Horton
- Irene Handl : Mère désemparée

Acteurs non crédités
- Ronald Adam : Automobiliste
- William Baskiville : policier
- Jeremy Connor : Little Willie
- Tom Cubbit : un joaillier
- Arnold Diamond : chef de police (voix)
- Norman Fisher: un citoyen mécontent
- Tex Fuller : L'homme de la van
- Colin Gordon
- Frederick Treves : Speaker de la radio (voix)